# Platydytes incognitus
Platydytes incognitus är en skalbaggsart som beskrevs av Olof Biström 1988. Platydytes incognitus ingår i släktet Platydytes och familjen dykare. Inga underarter finns listade i Catalogue of Life.